# 保古山
保古山（ほこやま、ぼこやま）は、岐阜県中津川市と恵那市の境にある標高970 mの山。

## 概要
恵那山の北西前面に連なる前山から屏風山に至る屏風山断層崖の山であり、複数のピークからなる凹凸のある山容が特徴。
山頂付近の平坦地は根の上高原と呼ばれ、保古の湖、根の上湖の2つのため池を中心に観光地として整備されており、国民休養地に指定されている。岐阜県山岳連盟によって、続ぎふ百山の山の一つとして紹介されている。

## 周辺の施設
- 国民宿舎恵那山荘
- 保古の湖 - ワカサギ釣り等
- 根の上高原保古の湖キャンプ場
- ユーグリーン中津川ゴルブ倶楽部（北西山麓のゴルフ場）
- フォーティーンヒルズカントリークラブ（南山麓のゴルフ場）

## 地理

### 周辺の山
山頂は、根の上高原の最高点である。
| 山容 | 名称   | 標高 （m） | 三角点 等級                       | 保古山からの 方角と距離（km） | 備考               |
| ---- | ------ | ---------- | --------------------------------- | ----------------------------- | ------------------ |
|      | 前山   | 1,350.99   | 三等 「前山」                     | 北東 6.3                      | 恵那山の前衛峰     |
|      | 保古山 | 969.81     | 二等 「保古山」                   | 0                             | 根の上高原、保古湖 |
|      | 恵那山 | 2,191      | （一等・「恵那山」） （2,189.81） | 東 10.3                       | 日本百名山         |

### 源流の河川
以下の木曽川水系の河川の源流部の山で、伊勢湾と太平洋へ流れる。
- 中津川の支流
- 千旦林川
- 飯沼川（阿木川の支流）

### 交通・アクセス
- 岐阜県道413号東野中津川線 - 山頂付近の根の上高原を通り、恵那市と中津川市を結ぶ。
- 中央自動車道・国道19号 - 北側の山麓を通る。
- 国道363号 - 東と南側の山麓を通る。
- 明知鉄道明知線の飯沼駅が最寄りの駅である。